# Armand Praviel
Pour les articles homonymes, voir Praviel.
Armand Praviel, né à L'Isle-Jourdain (Gers) le 13 octobre 1875 et mort à Perpignan (Pyrénées-Orientales) le 15 janvier 1944, est un poète, journaliste, critique littéraire, comédien et romancier français.

## Biographie
Fils de Philippe Joseph Félix Praviel et de Noémie Vast-Tintelin, Armand Praviel est licencié en droit en 1895 et docteur en 1898 après avoir soutenu une thèse sur la criminalité de l’enfance.
À 24 ans, il adopte une cape noire doublée de velours rouge, qu’il ne quittera plus jamais. En 1895 il écrit ses premiers poèmes, qui sont publiés en octobre 1907. Alors qu’il joue une pièce de théâtre à Montauban, il rencontre Marguerite Duval, qu’il épouse à Reims.
En 1897, il fonde à Toulouse la revue littéraire l'Âme Latine dont il sera directeur jusqu'en 1910, quand la revue fut reprise par la Revue des Pyrénées.  
En 1904, il participe à la fondation d'un cercle d'études au sein de l'Action française.  
En 1910, il est élu mainteneur de l'Académie des Jeux floraux, où il est reçu par le Marquis de Panat, châtelain de l'Isle-Jourdain. 
Pendant la Première Guerre mondiale, le lieutenant Armand Praviel est fait prisonnier par les Allemands. Il profite de cette inactivité et de son statut d’officier pour lire l’intégralité de l’œuvre de Balzac et pour écrire son premier roman, qui eut un succès considérable.
Sa femme, à la santé précaire, le quitte en 1929. Il meurt à Perpignan, chez son gendre, le 15 janvier 1944, et inhumé, comme son testament le stipulait, dans sa vieille cape noire. Ses cendres sont transférées dans le caveau familial du cimetière de l’Isle-Jourdain en octobre 1945.
Dans sa ville natale, un boulevard a été nommé en son honneur. Dans la salle du conseil municipal du Capitole de Toulouse, on peut voir un tableau du peintre André Roucolle représentant l’entrée de Louis XI à Toulouse, où, un peu en retrait, le « jeune gonfanonier qui porte la bannière de Toulouse » est Armand Praviel.

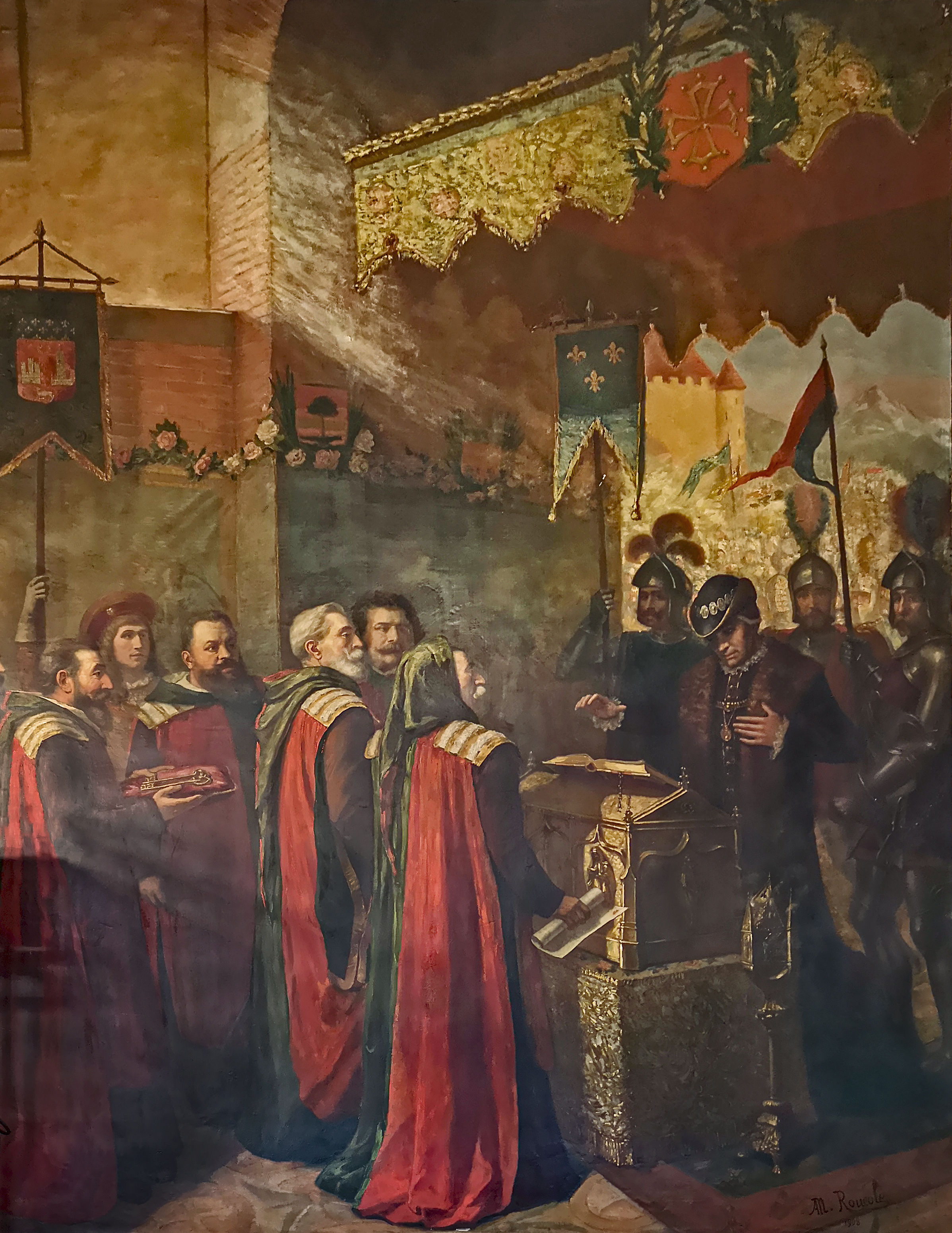
Entrée de Louis XI à Toulouse Capitole de Toulouse

## Œuvres
- Les Poètes languedociens de Toulouse, avec J.R. Brousse, 1910
- L'Assassinat de Monsieur Fualdès, Paris Perrin et Cie, 1922
- L'Aventure de la duchesse de Berri, 1925
- "Notre-Dame" de Praslin, Paris Perrin et Cie, 1926
- Le massacre de Ramel, Les Œuvres libres n° 78, Fayard, décembre 1927
- La seconde Marie-Antoinette, 1927
- La Côte d'Argent, La Côte et le Pays Basque, Le Béarn, Artaud, 1927
- Vie de S.A.R. Madame la duchesse de Berri, 1929
- Jacques Latour ou Le dernier Vautrin, 1929, éditions Perrin
- La Vie tragique de l'impératrice Charlotte, 1930
- Monsieur du Barri et sa famille, 1932
- L'Incroyable Odyssée de Martin Guerre, 1933
- L'histoire vraie des trois mousquetaires 1933
- Le radeau de la Méduse, 1934
- L'Égorgement de la duchesse de Praslin, 1934
- Le Roman douloureux d'Alfred de Vigny, 1934
- Les évasion de Latude, 1934, Les éditions de France
- Les imposteurs, 1936, Gallimard
- Monsieur Vincent saint de Gascogne, 1936
- La Conspiration de La Rochelle, 1937
- Le roman conjugal de M. Valmore, 1937
- Belsunce et la peste de Marseille, 1938
- Le maréchal Pétain raconté à la jeunesse de France, 1942
- Le Languedoc rouge, 1948
- Le secret de la Brinvilliers 1933

## Distinction
- Prix Jean Revel de la Société des Gens de Lettres en 1921[3]